# Conservatoire faunistique
Un conservatoire faunistique est un espace naturel protégé répondant à plusieurs objectifs tel que l'étude de la faune, la conservation des espèces et de leurs habitats, et la sensibilisation.
Ils prennent notamment la forme de conservatoires faunistiques régionaux. Le premier d'entre eux fut le Conservatoire faunistique régional du Nord-Pas-de-Calais, créé par le Conservatoire d'espaces naturels du Nord et du Pas-de-Calais et le  Groupe ornithologique et naturaliste du Nord–Pas-de-Calais le 1er décembre 2010.

## Sources